# 성유식론
《성유식론》(成唯識論, 산스크리트어: Vijnaptimatratasiddhisastra, 비즈냐프티마트라타싯디 샤스트라)은 인도 대승불교 유가유식파의 세친(世親: c. 320~400)이 저술한 《유식삼십송》(唯識三十頌)을 기반으로 한 논서이다.
《유식삼십송》에 호법(護法: c. 530~600)이 주석을 가한 것을 주로 하고 거기에다 다른 유식10대논사(唯識十大論師)의 학설을 취사선택하여 659년에 현장(玄奬)이 번역 · 편집하였다. 총 10권으로 되어 있으며 프랑스어역도 있다.
중국과 일본의 법상종(法相宗)은 이 논에 기하여 세워진 종파이다.

## 내용
유식설(唯識說)은 중기 대승불교의 유가행자(瑜伽行者)라고 불리는 사람들 사이에서 발생하여 미륵(彌勒) · 무착(無着) · 세친(世親)에 의하여 계승되고 체계화된 학설이다.
유식설은 "일체의 존재는 식(識)의 표현이며 유식(唯識)만이 진실이고 외계의 대상은 실유(實有)가 아니다"라는 유식무경(唯識無境)이 불교의 무아설(無我說)의 귀결이라고 주장한다.
《성유식론》도 이런 입장에서 먼저 외도(外道)의 설을 논파(論破)하고 이어서 대상을 낳는 주체(主體)인 아라야식, 아법2집(我法二執)의 근원이 되는 말나식, 6가지 요별작용(了別作用)을 하는 6식(六識)을 분명히 하고, 나아가 제법(諸法)을 성격상으로 나눈 3성(三性)과 3성이 공(空)임을 나타내는 삼무성(三無性)을, 그리고 마지막으로 유식수행(唯識修行)의 계위인 5위(五位)를 설명하는 것으로 끝맺고 있다.

## 같이 보기
- 마음
- 8식
  - 아뢰야식
  - 말나식
  - 육식
- 8단10의문
- 마음작용 (성유식론)
- 심불상응행법 (성유식론)

## 참고 문헌
- 이 문서에는 다음커뮤니케이션(현 카카오)에서 GFDL 또는 CC-SA 라이선스로 배포한 글로벌 세계대백과사전의 내용을 기초로 작성된 글이 포함되어 있습니다.